# Museo arti e mestieri dell'Umbria
Il Museo arti e mestieri dell'Umbria è un museo situato nel centro storico di Assisi.

## Storia
Creato nel 1989 alla 'Via San Francesco' di Assisi.
Catalogo dell'esposizione pubblicato nel 2008.
Cambio di casa avvenuto nel 2012 accanto all'oratorio di San Francesco Piccolino in locali sorretti da grandi archi in pietra rosa di Assisi adibiti da Pietro di Bernardone, padre di San Francesco d'Assisi, ad abitazione e magazzino.
Secondo cambio di casa nel 2015 al museo interiormente 'Rocca Maggiore' di Assisi.
Bannato sulla base di 'decisione di Guarducci' nel 2016.
Riapertura del museo alla nuova sede nel 2018 contiene rifatta presentazione.
Alloggia dentro al complesso monumentale 'Santa Chiarella' dirimpetto alla 'Porta Nuova'.